# John Edward Gray
John Edward Gray (Walsall, 12 de fevereiro de 1800 — Londres, 7 de março de 1875) foi um zoologista britânico. Era o irmão mais velho de George Robert Gray, igualmente zoologista. Seu pai era Samuel Frederick Gray (1766-1828), farmacêutico e botânico renomado na sua época.

## Biografia
Sua família instalou-se em Londres, onde Gray começou a estudar medicina aos 16 anos.  Como assistente  de seu pai, ajudou-o a redigir The Natural Arrangement of British Plants (1821). Após ter sido recusado como membro da Sociedade Lineanna de Londres, abandona a botânica e  dedica-se à zoologia. A partir de 1824 inicia o seu trabalho no departamento de zoologia do Museu Britânico, onde ajuda John George Children na redação de um catálogo sobre  répteis. Em 1840, substitui  Children  como curador do departamento, posto que ocupou até 1874.
Publicou vários catálogos das coleções do museu, nos quais analisa os grupos de animais e descreve as suas espécies. Participou ativamente para o enriquecimento das coleções de zoologia do museu britânico, tornando-se uma das mais importantes do mundo. Estima-se que um milhão de espécimes suplementares foram acrescentadas as coleções durante a direção de Gray.
Publicou numerosos títulos, perto de 1 200, principalmente em zoologia. Muitos foram considerados pelos críticos  como repetitivos e  sem análise crítica. Em 1832, assumiu como membro da Royal Society.
Em 1833, foi fundador de uma sociedade científica que se tornou a Sociedade Real de Entomologia de Londres.
Gray se interessou também pela filatelia. Em 1º de maio de 1840, quando o  primeiro Penny Black foi colocado a venda, ele adquiriu vários exemplares, tornando-se o primeiro filatelista do mundo. Parece que foi um dos primeiros a propor uma  uniformidade nas taxas para envios postais, preparando assim a criação do selo.
A espécie Garça-de-Gray (Ardeola grayii), da família das (Ardeidae), foi lhe dedicado pelo coronel William Henry Sykes (1790-1872).

## Publicações
- 1821 - A natural arrangement of Mollusca, according to their internal structure. London Medical Repository 15: 229–239.
- 1824 - A revision of the family Equidae. Zool. J. Lond. 1: 241-248 pl. 9
- 1824 - On the natural arrangement of the pulmonobranchous Mollusca. The Annals of Philosophy, new series 8: 107–109.
- 1825 - An outline of an attempt at the disposition of the Mammalia into tribes and families with a list of the genera apparently appertaining to each tribe. Ann. Philos. (ns) 10: 337-344
- 1825 - A list and description of some species of shells not taken notice of by Lamarck. Annals of Philosophy 25: 134-140, 407-415.
- 1826 - Vertebrata. Mammalia. (Appendix B in part). p. 412-415 in King, P.P. (ed.) Narrative of a Survey of the Intertropical and Western Coasts of Australia. Performed between the years 1818 and 1822. With an Appendix, containing various subjects relating to hydrography and natural history. Londres: J. Murray Vol. 2
- 1827 - Synopsis of the species of the class Mammalia. p. 1-391 in Baron Cuvier The Animal Kingdom Arranged in Conformity with its Organization, by the Baron (G) Cuvier, with additional descriptions. by Edward Griffith. and others. (16 vols: 1827-1835). London: George B. Whittaker Vol. 5
- 1828 - Spicilegia Zoologica, or original figures and short systematic descriptions of new and unfigured animals. Pt 1. Londres: Treuttel, Würtz & Co.
- 1829 - An attempt to improve the natural arrangement of the genera of bat, from actual examination; with some observations on the development of their wings. Philos. Mag. (ns) 6: 28-36
- 1830 - A synopsis of the species of the class Reptilia. pp 1–110 in Griffith, E. The animal kingdom arranged in conformity with its organisation by the Baron Cuvier. London: Whitaker and Treacher and Co. 9: 481 + 110 p.
- 1830-1835 - Illustrations of Indian zoology; chiefly selected from the collection of Major-General Hardwicke, F.R.S... 20 parties en 2 volumes. Illus. Indian Zool.
- 1831 -  Description of twelve new genera of fish, discovered by Gen. Hardwicke, in India, the greater part in the British Museum. Zool. Misc.
- 1831 - Descriptions of some new genera and species of bats. pp. 37–38 in Gray, J.E. (ed.) The Zoological Miscellany. Pt 1. Londres : Treuttel, Würtz & Co.
- 1832 - Characters of a new genus of Mammalia, and of a new genus and two new species of lizards, from New Holland. Proc. Zool. Soc. Lond. 1832 : 39-40
- 1834 - Characters of a new species of bat (Rhinolophus, Geoffr.) from New Holland. Proc. Zool. Soc. Lond. 1834: 52-53
- 1837 - Description of some new or little known Mammalia, principally in the British Museum Collection. Mag. Nat. Hist. (ns) 1: 577-587
- 1838 - A revision of the genera of bats (Vespertilionidae), and the description of some new genera and species. Mag. Zool. Bot. 2: 483-505
- 1839 - Descriptions of some Mammalia discovered in Cuba by W.S. MacLeay, Esq. With some account of their habits, extracted from Mr. MacLeay's notes. Ann. Nat. Hist. 4 : 1-7 pl. 1
- 1841 - Contribuições  na distribuição geográfica dos mamíferos na Austrália , com observações de algumas espécies só descobertas recentemente.
- 1841 -  Um catálogo de espécies de répteis e anfíbios  descrito em  Annals and Magazine of Natural History. (4) 8: 117-118.
- 1842 - Descrições de alguns gêneros  novos e cinquenta espécies de mamíferos. Ann. Mag. Nat. Hist. 10: 255-267
- 1843 - List of the specimens of Mammalia in the collection of the British Museum. Londres: British Museum xxviii + 216 p.
- 1843 - Shells. In E. Dieffenbach, Travels in New Zealand, with contributions to the geography, geology, botany and natural history of that country. 2, 396 p. Murray: Londres.
- 1844 - The seals of the Southern Hemisphere. pp. 1–8, 14-17 pls 1-10 in Richardson, J. & Gray, J.E. (eds) The Zoology of the Voyage of H.M.S. Erebus and Terror, under the Command of Captain Sir James Clark Ross, R.N., F.R.S., during the years 1839 to 1843, Volume 1 Mammalia, Birds. Londres: E.W. Janson
- 1844 - The seals of the southern hemisphere. pp. 1–8 pls 1-10, 14-17 in Richardson, J. & Gray, J.E. (eds) The Zoology of the Voyage of H.M.S. Erebus and Terror, under the Command of Captain Sir James Clark Ross, R.N., F.R.S., during the years 1839 to 1843. Vol. 1 Mammalia, birds. Londres: E.W. Janson
- 1844 - Beasts. pp. pls 18-22, 25-29 in Richardson, J. & Gray, J.E. (1844-1875). (eds) The Zoology of the Voyage of H.M.S. Erebus & Terror, under the Command of Captain Sir James Clark Ross, R.N., F.R.S., during the years 1839 to 1843. Mammalia, birds. Londres: E.W. Janson Vol. 1
- 1845 -  Description of some new Australian animals. pp. 405–411 pls 1-3 in Eyre, E.J. (1845) (ed.) Journals of Expeditions of Discovery into Central Australia, and Overland from Adelaide to King George's Sound, in the Years 1840-1; sent by the colonists of South Australia, with the sanction and support of the Government: including an account of the manners and customs of the Aborigines and the state of their relations with Europeans. Londres: T. & W. Boone Vol. 1
- 1846 - On the British Cetacea. Ann. Nat. Hist. 17 : 82-85
- 1846 - On the cetaceous animals. pp. 13–53 in Richardson, J. & Gray, J.E. (eds) The Zoology of the Voyage of H.M.S. Erebus and Terror under the Command of Captain Sir James Clark Ross, R.N., F.R.S., during the years 1839 to 1843. Vol. 1 Mammalia, Birds 37 pls. Londres : E.W. Janson
- 1847 - Characters of six new genera of bats not hitherto distinguished. Proc. Zool. Soc. Lond. 1847: 14-16
- 1847 - Description of a new rat from South Australia. Proc. Zool. Soc. Lond. 1847: 5-6
- 1847 - A list of the genera of recent Mollusca, their synonymia and types. Proceedings of the Zoological Society of London 15: 129-219.
- 1850 - Catalogue of the Mollusca in the Collection of the British Museum II. II. Pteropoda - 1-45. E. Newman: Londres.
- 1850 - Figures of molluscous animals, selected from various authors. Vol. 4. 124 p.
- 1854 - Catalogue of fish collected and described by Laurence Theodore Gronow, now in the British Museum. London. Cat. Fish Gronow , p. i-vii + 1-196
- 1857 - Guide to the systematic distribution of Mollusca in the British Museum. Part I. British Museum, Londres. xii + 230 p.
- 1858 - On Charadella and Lichenella, new forms of polyzoa from Australia. Proceedings of the Zoological Society of London 26: 319-322.
- 1858 - List of species of Mammalia sent from the Aru Islands by Mr A.R. Wallace to the British Museum. Proc. Zool. Soc. Lond. 1858: 106-113 pls 63-64
- 1859 - On Charadella and Lichenella, new forms of polyzoa from Australia. The Annals and Magazine of Natural History, Ser. 3, 3: 150-154.
- 1862 - Notice of a new species of dolphin (Delphinus catalania), discovered in North Australia by Mr John Macgillivray. Proc. Zool. Soc. Lond. 1862: 143-145
- 1863 - Description of some new species of mammalia. Proc. Zool. Soc. Lond. 1862: 261-263 pls 33-35
- 1864 - Handbook of British Water-Weeds or Algae. R. Hardwicke, Londres. iv +123 p.
- 1864 - On the Cetacea which have been observed in the seas surrounding the British Islands. Proc. Zool. Soc. Lond. 1864: 195-248
- 1865 - Notes on the whales of the Cape. Proc. Zool. Soc. Lond. 1865: 357-359
- 1865 - Notice of a new species of Australian Sperm Whale (Catodon krefftii) in the Sydney Museum. Proc. Zool. Soc. Lond. 1865: 439-442
- 1866 - Catalogue of Seals and Whales in the British Museum. Londres: British Museum vii + 402 pp.
- 1866 - A revision of the genera of pteropine bats (Pteropidae), and the descriptions of some apparently undescribed species. Proc. Zool. Soc. Lond. 1866 : 62-67
- 1866 - A revision of the genera of Rhinolophidae, or horseshoe bats. Proc. Zool. Soc. Lond. 1866: 81-83
- 1866 - Notes on the skulls of dolphins, or bottlenose whales, in the British Museum. Proc. Zool. Soc. Lond. 1866: 211-216
- 1866 - Notes on the skulls of sea-bears and sea-lions (Otariadae) in the British Museum. Ann. Mag. Nat. Hist. (3) 18: 228-237
- 1866 - Notes on some Mammalia from Port Albany (Cape York Peninsula), North Australia, with the descriptions of some new species. Proc. Zool. Soc. Lond. 1866: 219-221 pl. 25
- 1867 - Lithothrix, a new genus of Coralline. The Journal of Botany, British and Foreign 5: 33.
- 1867 - Notes on the variegated or yellow-tailed rats of Australasia. Proc. Zool. Soc. Lond. 1867: 597-600
- 18 - Additional notes on Sea-Bears (Otariadae). Ann. Mag. Nat. Hist. (4) 4: 264-270
- 1870 - Observations on the Whales described in the 'Ostéographie' &c. Ann. Mag. Nat. Hist. (4) 6: 154-157
- 1870 - Notes on the skulls of the genus Orca in the British Museum, and notice of a specimen of the genus from the Seychelles: O. capensis. Proc. Zool. Soc. Lond. 1870: 70-77
- 1871 - Supplement to the Catalogue of Seals and Whales in the British Museum. Londres: British Museum xi 109 p.
- 1871 - Notes on the Berardius of New Zealand. Ann. Mag. Nat. Hist. (4) 8: 115-117
- 1871 - On Euchelymys a new genus and two new species of Australian freshwater tortoises. Annals and Magazine of Natural History. (4) 8: 117-118.
- 1872 - On the genus Chelymys and its allies from Australia. Proceedings of the Zoological Society of London, 1872: 504-514.
- 1872 - Notice of a new Netted Sponge (Meyerella) from the Philippines. Annals and Magazine of Natural History, (4) 10: 76.
- 1872 - On the Sea-Bear of New Zealand (Arctocephalus cinereus) and the North-Australian Sea-Bear (Gypsophoca tropicalis). Proc. Zool. Soc. Lond. 1872: 653-662
- 1873 - Remarks on some of the species in the foregoing paper [Hector, 1873]. Ann. Mag. Nat. Hist. (4) 11: 107-112
- 1873 - Notice of the skeleton of the New Zealand Right Whale (Macleayius australiensis) and other whales, and other New Zealand marine Mammalia. Proc. Zool. Soc. Lond. 1873: 129-145
- 1874 - Description of the skull of a new species of dolphin (Feresa attenuata). Ann. Mag. Nat. Hist. (4) 4: 238-239
- 1874 - Hand-list of Seals, Morses, Sea-lions, and Sea-bears in the British Museum. Londres: British Museum 44 pp. 30 pls
- 1875 - Feresa attenuata, sp. n. J. Mus. Godeffroy 8: *** Pages - No Details ***
- 1875 - Miscellanea. pp.12a-12d in Richardson, J. & Gray, J.E. (1844-1875) (eds) The Zoology of the Voyage of H.M.S. Erebus & Terror, under the Command of Captain Sir James Clark Ross, R.N., F.R.S., during the years 1839 to 1843. Mammalia, birds. Londres: E.W. Janson Vol. 1

- Veja também: Temera hardwickii - espécie de raia elétrica descrita por Gray.